# تغییرات اقلیمی در کانادا
تغییرهای اقلیمی در کانادا تأثیرات گسترده‌ای بر محیط زیست و مناظر طبیعی این کشور داشته‌ است و انتظار می‌رود به‌دلیل انتشار گازهای گلخانه‌ای گسترش و شدت این اتفاقات در آینده نیز چند برابر شود.
حوادث زیست‌محیطی ازجمله سیل در بریتیش کلمبیا و افزایش آتش‌سوزی‌ها در جنگل‌ها در سال ۲۰۲۱ باعث نگرانی‌های زیادی شد.
از سال ۱۹۸۴ میانگین دمای هوای کانادا در خشکی ۱ الی ۷ درجه سانتی گراد افزایش یافته‌ است. دمای هوا در مناطق شمالی دشت‌های کانادا و شمال بریتیش کلمبیا بیشتر از سایر نواحی کشور رو به افزایش بوده‌ است. میزان بارندگی و وقوع رویدادهای اقلیمی شدید در سال‌های اخیر نیز افزایش چشمگیری یافته‌ است.
کانادا در حال حاضر نهمین تولیدکننده گازهای گلخانه‌ای در جهان است و سابقه تولید گازهای صنعتی در این کشور به اواخر قرن نوزدهم باز می‌گردد. در سال ۲۰۱۹ بیش از نیمی از گازهای گلخانه‌ای تولید شده در کانادا ناشی از وسایل نقلیه و استخراج نفت و گاز بودند. انتشار گازهای گلخانه‌ای ناشی از استخراج سوخت‌های فسیلی نیز از سال ۱۹۹۰ معادل ۲۱/۶ درصد افزایش یافته است.
کانادا بر اساس پیمان پاریس متعهد شده‌ است که میزان انتشار گازهای گلخانه‌ای (GHG) خود را در سال ۲۰۳۰ در مقایسه با سال ۲۰۰۵ تا ۳۰ درصد کاهش دهد. در ژانویه ۲۰۲۱ کانادا طرح‌های پیمان پاریس را با هدف کاهش انتشار گازهای گلخانه‌ای به میزان ۴۰ تا ۴۵ درصد تا سال ۲۰۳۰ اجرایی کرد. سیاست‌های مرتبط با مقابله با تغییرات اقلیمی از جمله قیمت‌گذاری افزایشی و محدودیت تجارت گازهای گلخانه‌ای و طرح‌های تأمین مالی تغییرات اقلیمی نیز اجرایی شده‌اند. در سال ۲۰۱۹ مجلس عوام کانادا شرایط اقلیمی کانادا را اضطراری اعلام کرد.

## انتشار گازهای گلخانه‌ای
تغییرات اقلیمی پیامد اقدامات انسانی و انتشار گازهای گلخانه‌ای است. کانادا در حال حاضر هفتمین تولیدکننده گازهای گلخانه‌ای جهان است. در سال ۲۰۱۸، کانادا در میان کشورهای گروه ۲۰ از نظر سرانه انتشار گازهای گلخانه‌ای پس از عربستان سعودی در رده دوم قرار داشت. در سال ۲۰۱۸، کانادا در مجموع ۷۲۹ میلیون تن دی‌اکسید کربن منتشر کرده بود که کاهش اندکی نسبت به ۷۳۰ میلیون تن گاز منتشر شده در سال ۲۰۰۵ داشت. البته این عدد در سال ۱۹۹۰ معادل ۶۰۲ میلیون تن بود.
علاوه بر این، کانادا دارنده یکی از سنگین‌ترین بدهی‌های اقلیمی در جهان است. کانادا سابقه‌ای طولانی در تولید و انتشار گازهای گلخانه‌ای دارد. در سال ۲۰۲۱، کانادا با ۶۵۰۰۰ میلیون تن دهمین تولیدکننده گازهای گلخانه‌ای جهان بود. بر اساس تخمین شاخص‌های اقلیمی مؤسسه منابع جهان، کانادا بین سال‌های ۱۹۵۰ تا ۲۰۰۰ بالاترین سرانه انتشار گازهای گلخانه‌ای را در بین کشورهای جهان اول داشته است.

### مصرف انرژی
محصول جانبی تولید برق در کانادا انتشار ۷۴ میلیون تن دی‌اکسید کربن (۱۰ درصد از کل گازهای گلخانه‌ای منتشرشده توسط کانادا) است. ردپای اقلیمی این بخش در دهه‌های اخیر به دلیل تعطیلی نیروگاه‌های زغال سنگ به میزان قابل توجهی کاهش یافته است.

### تولید سوخت فسیلی
آلاینده‌ترین صنعتِ کانادا از نظر انتشار گازهای گلخانه ای بخش نفت و گاز است. این صنعت سالانه ۱۹۵ میلیون تن دی‌اکسید کربن (معادل ۲۷ درصد از کل گازهای گلخانه‌ای منتشرشده توسط کانادا) تولید می‌کند. انتشار گازهای گلخانه‌ای به دلیل بهره‌برداری از ماسه‌های نفتی آلبرتا، از سال ۱۹۹۰ تا ۲۰۱۷ معادل ۸۴ درصد افزایش یافته است.